# افغانستان در ۱۹۲۲
رویدادهایی که در سال ۱۹۲۲ میلادی در افغانستان رخ داده‌اند به‌طور ذیل بیان شده‌است.
امیر شخصاً معیارهای بلند وفاداری به کار را تعیین نموده و به تعقیب آن خدمات ملکی تعیین می‌گردد. وی از فرستادن جوانان افغان به خارج از کشور، جهت فراگیری آموزش حمایت می‌نمود. یک تعداد خطوط تلگراف و تلفن در جریان این سال پایه‌گذاری یا آغاز به فعالیت می‌کند؛ مانند خط لندی خانا تا کابل و خط کابل تا پیشاور؛ جوانان افغان همزمان مشغول آموزش کارهای تلگراف در کراچی بودند.

## متصدیان
- پادشاه – امان‌الله خان

## فوریه ۱۹۲۲
یک هیئت سیاسی افغان با نامهٔ دست نوشته امیر به آنگورا (انقره) می‌رسد، امیر در این نامه ضمن اظهار احترامات صمیمانه خود نسبت به دولت ترکیه، بیان می‌دارد که وی به شدت از دولت بریتانیا خواست تا از کمک به یونانی‌ها پرهیز نماید. اما احساسات افغان نسبت به روسیه در اوایل نسبتاً غیردوستانه بود.

## آغاز مارس ۱۹۲۲
جگرن فرنسیس همفریز به عنوان فرستاده بریتانیا به کابل می‌رسد. تقریباً در عین زمان سردار عبدالهادی خان به عنوان فرستاده افغان در لندن به دربار سینت جیمز می‌رسد. این مبادله سفیرها دریچه جدیدی برای روابط میان دو کشور را باز می‌نماید. عبدالهادی خان در مصاحبهٔ با تایمز می‌گوید، که معاهده جدید باعث تقویت روابط تجاری میان افغانستان و هندوستان خواهد شد؛ وی هم‌چنین می‌گوید، که مردم‌اش تازه در حال علاقه‌مند شدن به انگلستان هستند.

## اوایل تابستان ۱۹۲۲
تعداد بزرگ مهاجرین ترکستان که نسبت به حکومت شوروی دشمنی دارند، تحت بیرق انور پاشا صف آرایی نمودند. پاشا برای مدتی به نیابت از حکومت بخارا با روسیه جنگ می‌کرد. اما موفقیت‌های روسیه در جنگ به‌زودی عواطف را در افغانستان به‌طور چشم‌گیر تغییر داد. مقالهٔ که ظاهراً انگیزه آن معلوم است به تاریخ ۱۷ جون در اتحاد مشرقی جلال‌آباد ظاهر می‌شود، که در آن شورش ترکستان علیه بلشویک‌ها شدیداً محکوم گردیده و بر دوستی بی‌طرفانه با تمامی جهت‌ها تأکید می‌گردد. این سیاست به‌طور جدی جانب محمد ولی خان تعقیب می‌شد، کسی که هنگام بازگشت از مأموریت دیپلماتیک جهانی خود در ماه ژوئیه به عنوان وزیر خارجه افغانستان گماشته شده و جانشین سردارد محمد بیگ طرزی می‌شود. وی در ۱۵ اوت بیانیهٔ صادر نموده و اغتشاشات در بخارا را کاملاً یک مسئله داخلی عنوان کرد، در معاهده سال قبل میان روسیه و افغانستان این توافق صورت گرفت که افغانستان استقلال بخارا و خیوا را به‌رسمیت می‌شناسد.

## ۱۶ الی ۲۵ اوت ۱۹۲۲
جشن‌های در پغمان برای تجلیل از سالروز استقلال افغانستان برگزار می‌شود. امیر در همین مناسبت با برادر بزرگ‌تر خود عنایت الله خان آشتی می‌کند. در همین میان شایعهٔ پخش می‌شود، که وی کشته شده‌است واو به‌سوی کابل می‌شتابد تا خود را نشان دهد. وی از این فرصت استفاده نموده و در سخنرانی خود روی اهمیت توسعه صنایع داخلی، برقراری ارتباطات با مقامات خارجی مختلف و یک ارتش قوی که بتواند از استقلال کشور محافظت نماید، تأکید می‌کند. امیر با ذکر کردن این شرایط، خود را نسبت به مدرن‌سازی کشور بسیار مشتاق نشان می‌دهد. وی از حضور تمامی هیئت‌های خارجی استقبال می‌کند. از این‌رو ریمون پوانکاره در ۱۳ اکتوبر از حکومت فرانسه امتیازاتی را درخواست نمود تا یک نمایندگی سیاسی در افغانستان بسازد، دو کشور از قبل موافقه نموده‌اند تا ماموریت‌های دیپلماتیک دائمی داشته باشند.

## اکتبر ۱۹۲۲
افغانستان در جریان بحران خاور نزدیک ظاهراً بی‌طرفی خود را حفظ می‌کند، اما این‌که این کشور عمیقاً تحت تأثیر موفقیت ترکیه قرار گرفته‌است، چند ماه بعد نشان داده می‌شود و روزنامه تامیز آف هندیا مواد معاهده جدید میان افغانستان و انقره را منتشر می‌کند. افغانستان در این سند ترکیه را به عنوان «حاکم مطلق» (به معنی، وارث ارزش‌های خلافت) تصدیق نموده و استقلال بخارا و خیوا را به‌رسمیت می‌شناسد. هدف اصلی این معاهده ایجاد یک ائتلاف دفاعی میان دو کشور است و توافق‌های تجاری و مالی به یک پروتکل مجزا واگذار می‌شود. ترکیه نیز متعهد می‌شود، که تعدادی از استادان و افسران نظامی به افغانستان بفرستد تا برای مدت پنج سال در این کشور بمانند.

## اوایل نوامبر ۱۹۲۲
هیئت تجاری بریتانیا در کابل حضور دارد، تا جزئیات یک پیمان تجاری را بر مبنای موادی که در معاهده افغان و انگلیس مشخص شده‌است، ترتیب نمایند.